# Atrichopogon flaviscapus
Atrichopogon flaviscapus är en tvåvingeart som beskrevs av Remm 1971. Atrichopogon flaviscapus ingår i släktet Atrichopogon och familjen svidknott. Inga underarter finns listade i Catalogue of Life.